# Göte Hagström
Ernst Göte Hagström (ur. 7 września 1918 w Gagnef, zm. 5 października 2014 w Borlänge) – szwedzki lekkoatleta (długodystansowiec), medalista olimpijski z 1948.
Na letnich igrzyskach olimpijskich w 1948 rozegranych w Londynie startował w biegu na 3000 metrów z przeszkodami. Wszystkie trzy medale w tej konkurencji zdobyli Szwedzi: Tore Sjöstrand został mistrzem olimpijskim, Erik Elmsäter wicemistrzem, a Göte Hagström brązowym medalistą. 
Jego rekord życiowy na tym dystansie wynosił 9:01,0 i pochodził z 1948.
Był mistrzem Szwecji w biegu przełajowym w 1949, wicemistrzem w biegu przełajowym w 1941 i w biegu na 3000 metrów z przeszkodami w 1948 oraz brązowym medalistą na 3000 metrów z przeszkodami w 1944, 1945 i 1947 i w biegu przełajowym w 1950.